# Samsung Galaxy Watch

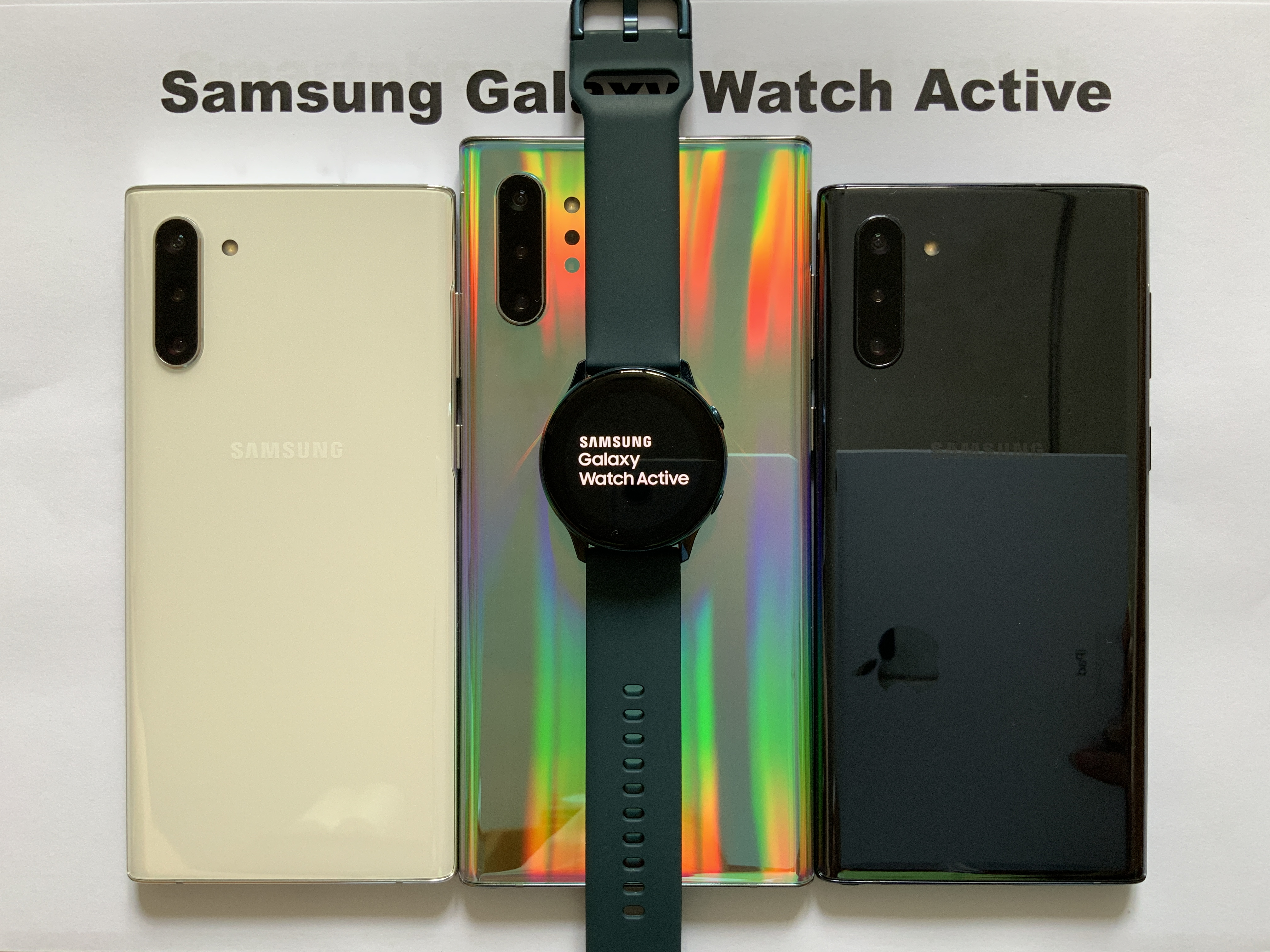
Galaxy Watch Active

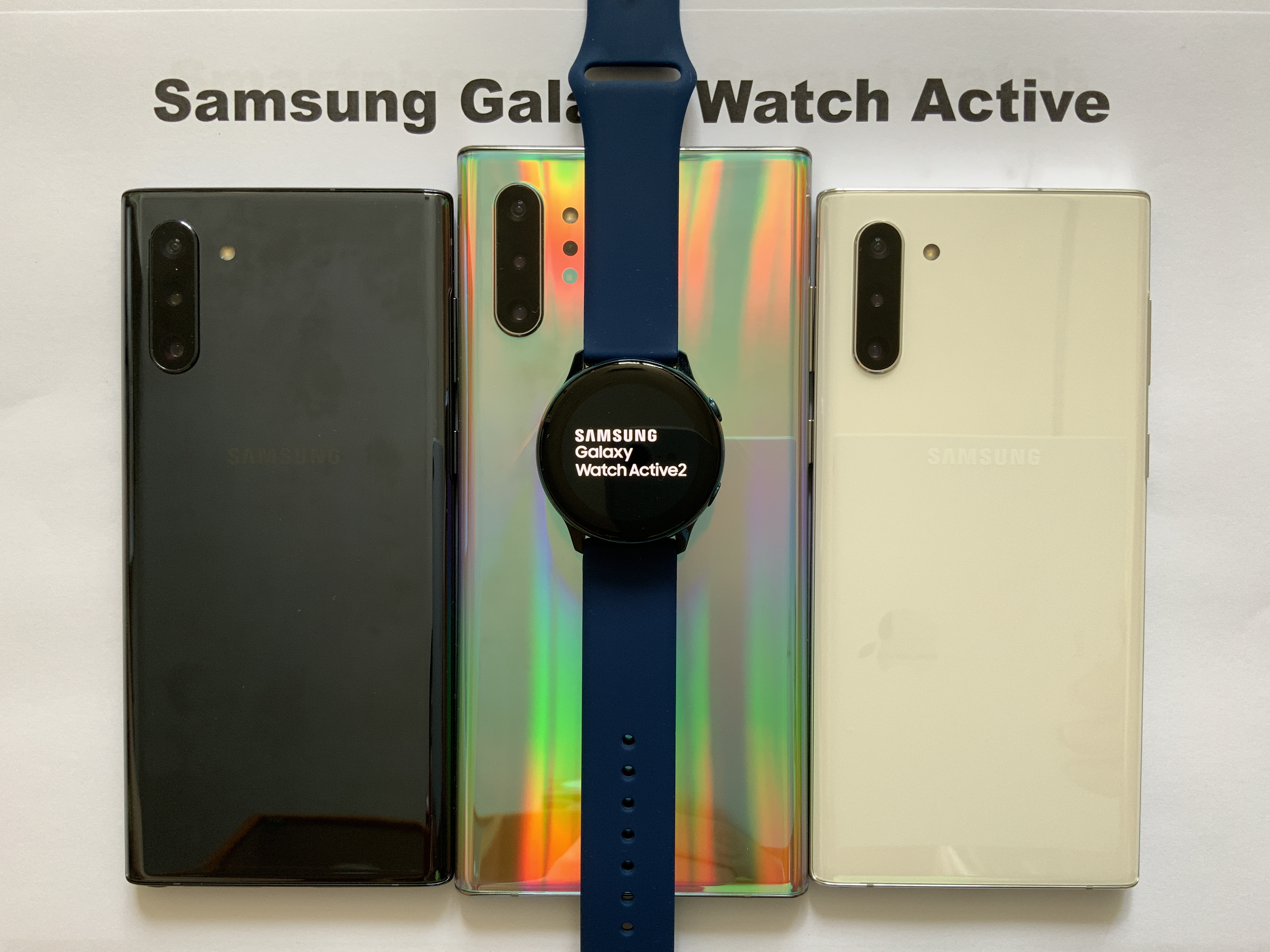
Galaxy Watch Active2

El Samsung Galaxy Watch es un reloj inteligente desarrollado por Samsung Electronics. Se anunció el 9 de agosto de 2018. Se programó la disponibilidad de Galaxy Watch en los Estados Unidos a partir del 24 de agosto de 2018, en aerolíneas seleccionadas y puntos de venta en Corea del Sur el 31 de agosto de 2018, y en mercados seleccionados adicionales el 14 de septiembre de 2018.

## Especificaciones
| Modelo                 | Galaxy Watch | Galaxy Watch | Galaxy Watch Active |
| Tamaño                 | 46 mm | 42 mm | 40 mm |
| ---------------------- | --- | --- | --- |
| Colores                | Gris | Negro medianoche, Rosa dorado | Negro, Gris, Rosa dorado, Verde azulado |
| Tamaño de pantalla     | Super AMOLED 1.3" (33 mm) | Super AMOLED 1.2” (30 mm) | Super AMOLED 1.1” (28 mm) |
| Resolución de pantalla | 360 x 360 píxeles | 360 x 360 píxeles | 360 x 360 píxeles |
| Número de modelo       | SM-R800 | SM-R810 | SM-R500 |
| Vidrio protector       | Corning Gorilla Glass DX+ | Corning Gorilla Glass DX+ | Corning Gorilla Glass DX+ |
| Procesador             | Samsung Exynos 9110 dual core a 1.15 GHz | Samsung Exynos 9110 dual core a 1.15 GHz | Samsung Exynos 9110 dual core a 1.15 GHz |
| Sistema operativo      | Tizen OS 4.0 | Tizen OS 4.0 | Tizen OS 4.0 |
| Tamaño                 | 46 mm x 49 mm x 13 mm | 41.9 mm x 45.7 mm x 12.7 mm | 39.5 mm x 39.5 mm x 10.5 mm |
| Peso (sin correa)      | 63 g | 49 g | 25 g |
| Tamaño de correa       | 22 mm | 20 mm | 20 mm |
| Resistencia al agua    | IP68 + 5 ATM | IP68 + 5 ATM | IP68 + 5 ATM |
| Memoria                | Versión LTE: 1.5 GB de RAM + 4 GB de memoria flash                                                                                                  | Versión LTE: 1.5 GB de RAM + 4 GB de memoria flash                                                                                                  | - |
| Memoria                | Versión Bluetooth®: 768 MB de RAM + 4 GB de memoria flash                                                                                           | | |
| Conectividad           | - 3G/LTE con eSIM (sólo versión LTE) - Bluetooth® 4.2 - Wi-Fi b/g/n - NFC - A-GPS, GLONASS                                                          | - 3G/LTE con eSIM (sólo versión LTE) - Bluetooth® 4.2 - Wi-Fi b/g/n - NFC - A-GPS, GLONASS                                                          | - 3G/LTE con eSIM (sólo versión LTE) - Bluetooth® 4.2 - Wi-Fi b/g/n - NFC - A-GPS, GLONASS                                                          |
| Sensores               | - Acelerómetro, barómetro y giroscopio MEMS - Sensor electro-óptico (usado para la medición del ritmo cardíaco) - Fotodetector (para luz ambiental) | - Acelerómetro, barómetro y giroscopio MEMS - Sensor electro-óptico (usado para la medición del ritmo cardíaco) - Fotodetector (para luz ambiental) | - Acelerómetro, barómetro y giroscopio MEMS - Sensor electro-óptico (usado para la medición del ritmo cardíaco) - Fotodetector (para luz ambiental) |
| Batería                | 472 mAh (hasta 7 días) | 270 mAh (hasta 4 días) | 230 mAh (hasta 2 días) |